# 리처드 3세 (희곡)

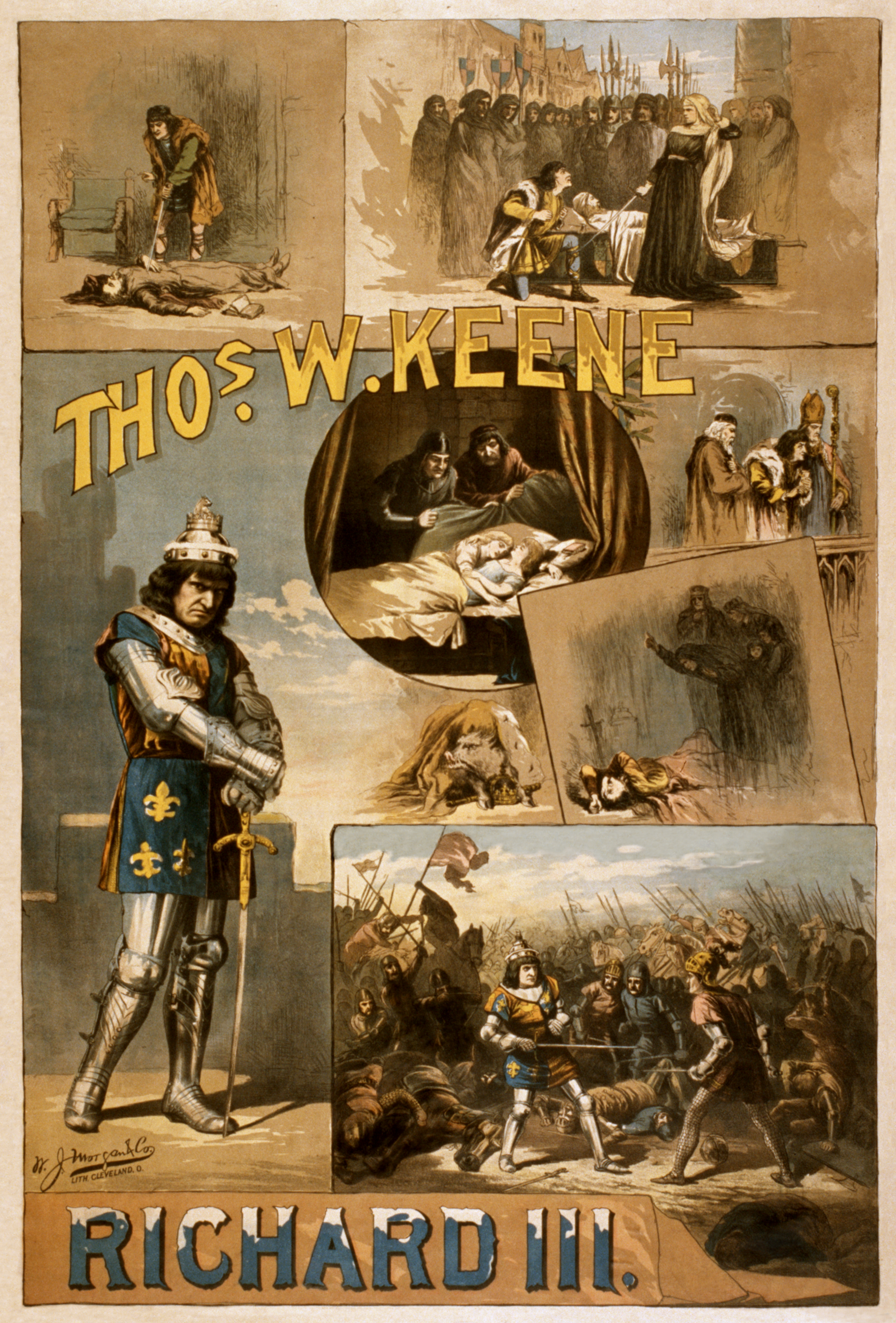
셰익스피어 원작 Thos W. Keene 주연의 '리처드 3세' 포스터, 1884년 경

《리처드 3세》는 셰익스피어의 희곡으로, 에드워드 4세의 짧은 통치 이후 왕위에 오른 그의 동생 리처드 3세 통치 하에서 귀족들의 반란으로 영국이 다시 내란에 휩싸이고, 마침내 랭커스터가의 외척이자 튜더 왕조의 시조가 된 리치먼드 백작 헨리 튜더에 의해 평정되기까지의 기간을 다루고 있다.

## 배경
강력했던 군주 헨리 5세 사후, 그의 유약한 아들 헨리 6세의 통치하에 있던 15세기 영국은 왕가인 랭커스터 가문과 그 친척이자 경쟁자였던 요크 가문의 권력투쟁으로 삼십여 년의 내란을 겪는다. 두 가문이 각각 붉은 장미와 흰 장미를 문장으로 했던 까닭에 이 내란을 ‘장미전쟁’이라 한다. 헨리 6세와 그의 태자(‘최후의 랭커스터’)의 죽음으로 전쟁은 에드워드 4세가 이끄는 요크가의 승리로 끝난다. 셰익스피어가 영국사의 이 기간을 연대기적으로 극화한 작품은 그의 출세작으로 간주되는 ≪헨리 6세 3부작≫이다. 이어서 발표된 작품이 바로 ≪리처드 3세≫이다. 이 극은 에드워드 4세의 짧은 통치 이후 왕위에 오른 그의 동생 리처드 3세 때의 이야기이다. 이 시기 영국은 귀족들의 반란으로 다시 내란에 휩싸였고, 결국 랭커스터 가의 외척이자 튜더 왕조의 시조가 된 리치먼드 백작 헨리 튜더에 의해 평정되었다.